# Mogetius
Mogetius (trad. Mogezio) è una divinità della mitologia celtica e secondo l'interpretatio latina è paragonato a Marte, dio della guerra.
Il nome Mogetius compare in quattro epigrafi romane rinvenute due in Francia, di cui una a Bourges, l'antica Avaricum, ove è indicato come "Num(ini) Aug(usti) et Marti Mogetio Gracchus Ategnutis fil(ius) v(otum) s(olvit) l(ibens) m(erito)" (Al Divino Augusto e a Marte Mogetius, Gracco figlio di Ategnutis ha sciolto volentieri un voto avendolo [le divinità] ben meritato), la seconda a Orléans invocato come "[di]vo Aug[usto] Mogetio" (Al Dio Augusto Mogetius),  le altre due in Austria, nel sito di Seckau, nell'antico distretto amministrativo romano di Flavia Solva, durante gli scavi del 1973 che portarono alla luce un tempio gallo-romano; una reca scolpita "Marti Latobio Marmogio Sinati  Toutati Mog[et]io C[aius] Val[erius] [V]alerinvs ex voto" (A Marte Latobio Marmocio, Sinati, Toutatis, Mogetius, Claudio Valerio Valerino offre questo in adempimento del suo voto) nella seconda è invece invocato come "Marte Mogetius".
Secondo gli storici il nome Mogetius potrebbe derivare, secondo una ricostruzione protoceltica, da magyo, che significa ottimo, e eti, che significa al di là, indicando in tal modo un dio "il più potente" o "il più grande" o ancora "colui che è al di là della grandezza".